# Eduards Traum
Eduards Traum ist ein Prosatext des heute vor allem als humoristischer Zeichner und Dichter bekannten Wilhelm Busch. Der Text erschien in kleiner Auflage im Jahre 1891 im Bassermann Verlag und zählt zum Spätwerk Buschs. Anders als der später entstandene Prosatext Der Schmetterling weist Eduards Traum (abgesehen vom Titelbild) keine Zeichnungen auf.

## Inhalt
Der Text weist keinen eigentlichen Handlungsstrang auf, sondern besteht aus vielen kleinen ineinander geschachtelten Episoden. Es sind Traumnotizen, die keine Parallele zum realistischen oder naturalistischen Zeitdiskurs des ausgehenden 19. Jahrhunderts erkennen lassen. Der „Traum“ ist eingebettet in eine Rahmenhandlung.
Die Erzählung beginnt, nachdem Eduard das Kerzenlicht gelöscht hat. Die physische Person Eduards wird verdoppelt. Als geschrumpfter Punkt schwebt die Traumfigur Eduard dem schlafenden Eduard aus der Nase heraus und durchreist in Form eines „denkenden Punktes“ die Erzählung. Die Erzählung thematisiert unter anderem den industriellen Wohlstand der Gründerzeit, der die Schwachen zurücklässt. Dies wird zum Teil in grotesker Weise beschrieben:

„Auf dem Bahndamme standen mehrere Personen. Ein Greis ohne Hoffnung, eine Frau ohne Hut, ein Spieler ohne Geld, zwei Liebende ohne Aussichten und zwei kleine Mädchen mit schlechten Zeugnissen. Als der Zug vorüber war, kam der Bahnwärter und sammelte die Köpfe. Er hatte bereits einen hübschen Korb voll in seinem Häuschen stehen.“

Der Humor der Geschichte wird an vielen Stellen durch Bissigkeit ins Groteske gesteigert. Mordpläne einer Verlobten nennt Wilhelm Busch „eine kleine Betriebsstörung“. Ebenso findet sich eine Verfremdung und Neubildung von Redensarten. So spricht Busch „Von der Schürze der Zukunft“ und dem „tragischen Hut des Schicksals“.

## Beurteilung
Die Urteile über diese Erzählung gehen weit auseinander. Joseph Kraus sieht in dieser Erzählung den eigentlichen Höhepunkt des Lebenswerkes Wilhelm Buschs, die Busch-Neffen hielten es für eine Perle der Weltliteratur und die Herausgeber der Kritischen Gesamtausgabe konstatieren eine Erzählweise, die keine Entsprechung in der Literatur seiner Zeit habe. Eva Weissweiler sieht in der Erzählung dagegen den vergeblichen Versuch Wilhelm Buschs, sich im Genre der Novelle zu bewähren, und meint, dass mit den polemischen Seitenhieben gegen alles, was ihn jemals ärgerte und kränkte, sich seelische Abgründe freilegen, die seine Bildergeschichten nur erahnen lassen. Die 1895 erschienene Erzählung Der Schmetterling ist im Vergleich zu Eduards Traum stringenter in der Erzählweise, fand jedoch ebenso wie diese kaum eine Leserschaft, weil sie so wenig zum Gesamtwerk von Busch zu passen schien.

## Ausgaben
- Bildergeschichten. Historisch – kritische Gesamtausgabe. Band I – III, hrsg. von Herwig Guratzsch und Hans-Joachim Neyer, 2., überarbeitete Ausgabe, Hannover 2007, ISBN 978-3-89993-806-7
- Gesammelte Werke. Directmedia Publishing, 2002 (Digitale Bibliothek Bd. 74), ISBN 3-89853-174-0 (CD-ROM)
- Eduards Traum und andere Geschichten. Eulenspiegel Verlag Berlin, 1970, 1. Auflage, hrsg. von Wolfgang Teichmann
- Wilhelm Busch: Eduards Traum. In: Rolf Hochhuth (Hrsg.): Wilhelm Busch, Sämtliche Werke und eine Auswahl der Skizzen und Gemälde in zwei Bänden. Band 2: Was beliebt ist auch erlaubt. Bertelsmann, Gütersloh 1959, S. 402–441.

## Belege